# Улица Шмидта (Таганрог)
Улица Шмидта — улица в центральной исторической части города Таганрога (Ростовская область).

## География
Улица Шмидта расположена между Добролюбовским переулком и Комсомольским спуском. Нумерация домов ведётся от Комсомольского спуска. Протяжённость улицы — 430 метров.

## История

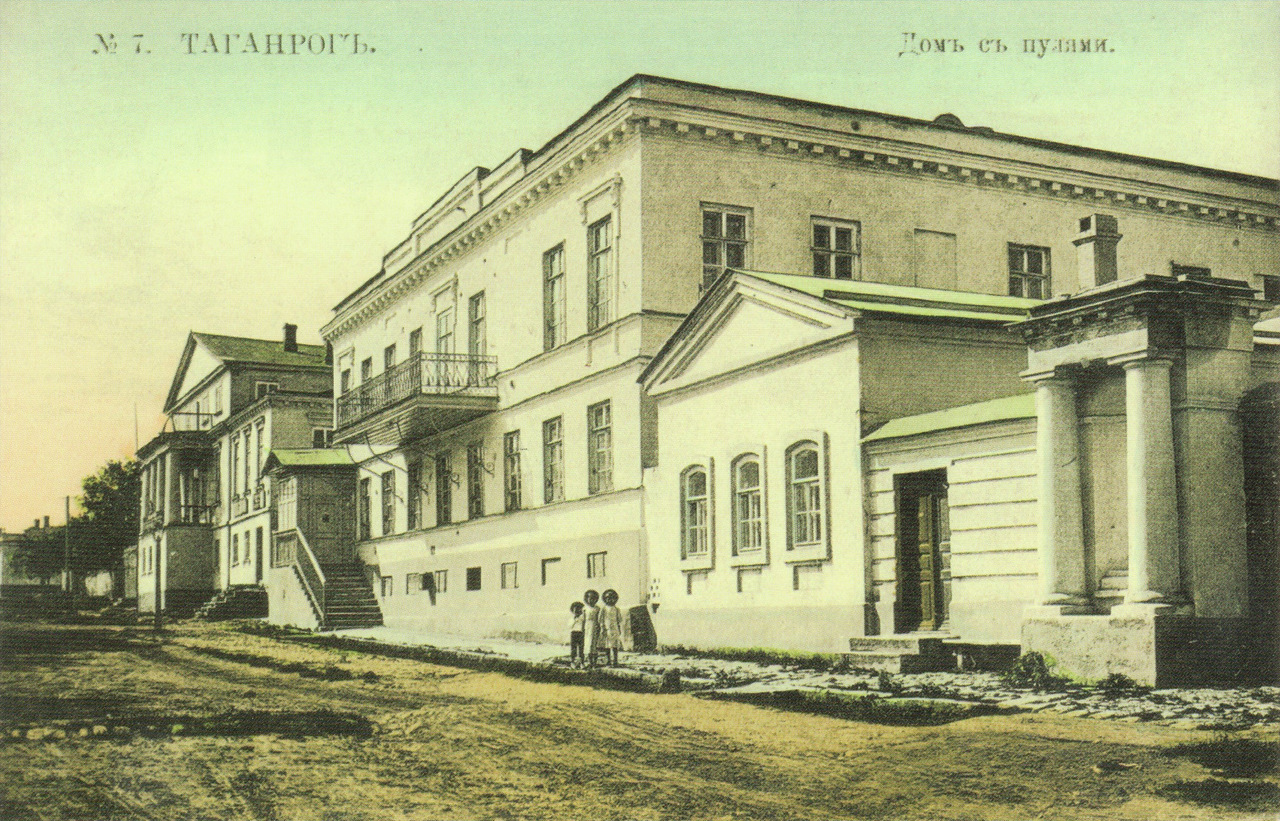
«Дом с пулями»

Прежние названия улицы Шмидта — Мало-Греческая, Мало-Биржевая, Воронцовская. Переименована в улицу Шмидта в 1929 году в честь руководителя восстания на крейсере «Очаков» П. П. Шмидта.
С первых же дней на этой улице селились люди с достатком, богатые купцы и чиновники высокого, по меркам Таганрога, ранга. На карте 1803 года по нечётной стороне улицы показаны таможня и биржевая зала, а под обрывом располагались свечные и сальные заводики.
По адресу Мало-Греческая улица, дом 7, долгие годы стоял дом Варваци, который горожане называли «дом с пулями» из-за многочисленных пуль и ядер, что застряли в его кладке со времён осады Таганрога. С 1903 по 1910 годы в этом доме располагалось коммерческое училище. Дом не сохранился.

## Цитаты
- «Один из самых тихих и уютных уголков старой части Таганрога на краю высокого морского берега над Пушкинской набережной. С первых же дней его облюбовали богатые негоцианты и местные чиновники. Здесь же располагались в начале XIX века первая таганрогская таможня и биржевая зала. Даже перед Октябрьской революцией улица насчитывала всего 17 домов. Тем не менее большинство из них примечательны своей историей, а то и неординарностью облика»[3] — Игорь Пащенко, 2012.

## На улице расположены

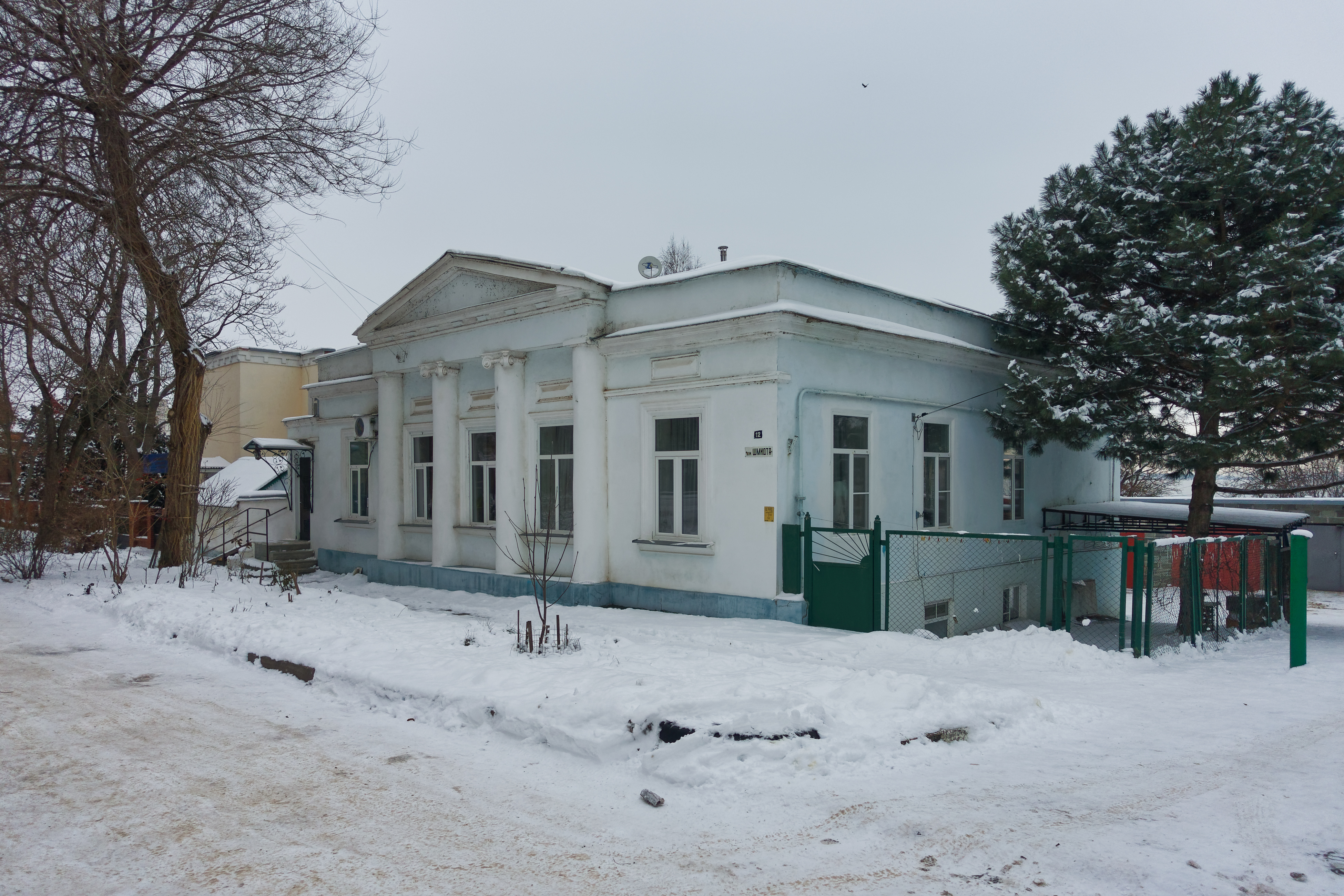
Дом Керена

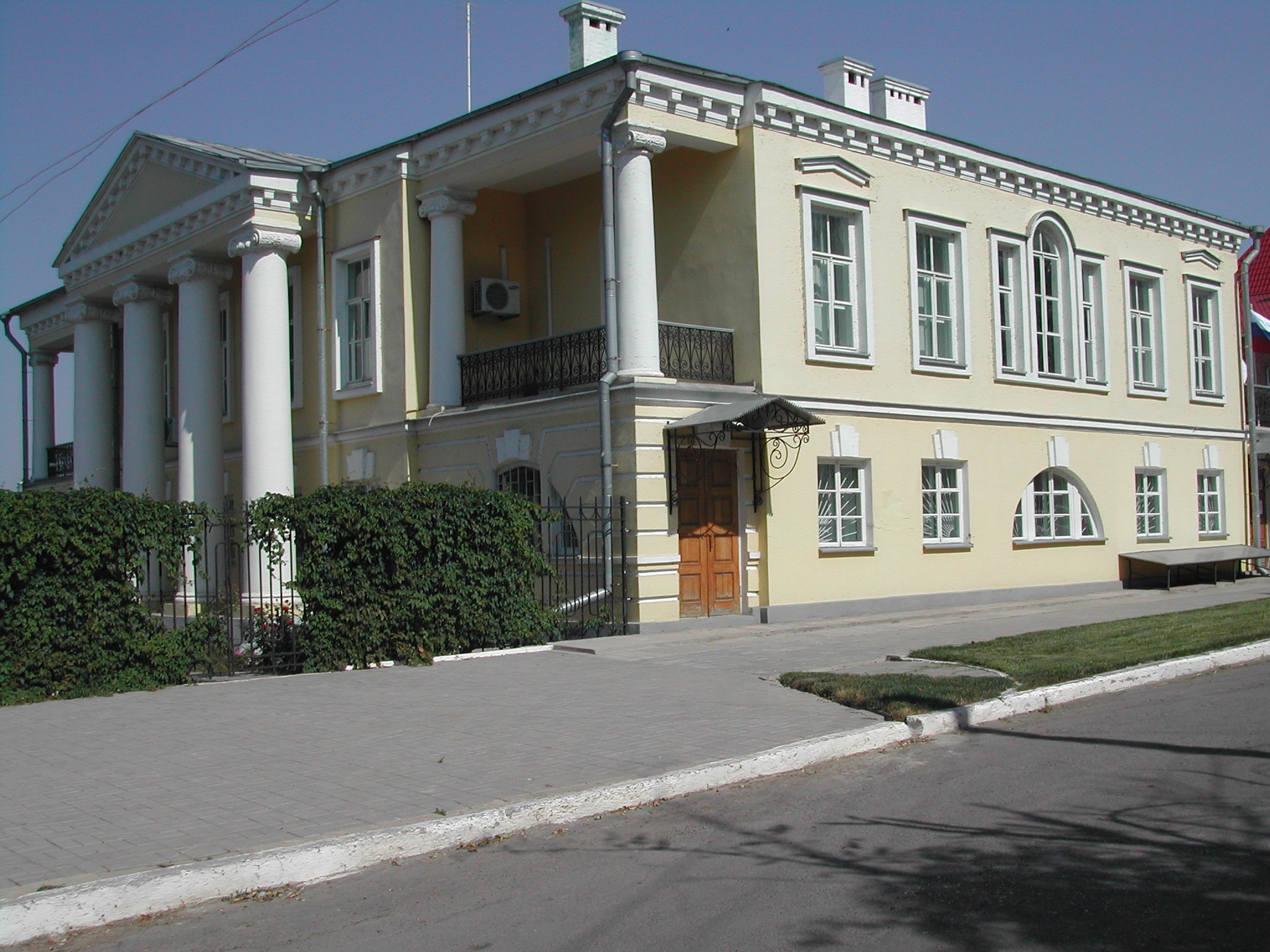
Дом Волкова-Реми

### По чётной стороне
- № 10 — жилой дом (1-я четверть XIX века). Памятник архитектуры местного значения[4].
- № 14 — здание мореходной школы
- № 12 — Дом Керена (1-я четверть XIX века). Памятник архитектуры местного значения[5].
- № 16 — Дом Волкова-Реми[6] (1812—1814 годы). Памятник архитектуры федерального значения[7].
- № 16а — гостиница «Золотой берег».

### По нечётной стороне
- № 17 — Дом градоначальника Папкова (1808 год). Памятник архитектуры местного значения[8].
- № 21 — Дом Ворошилкина (1-я половина XIX века). Памятник архитектуры местного значения[9].